# Jacek Bayer
Jacek Bayer (* 29. Dezember 1964 in Białystok) ist ein polnischer Fußballspieler.

## Laufbahn

### Vereine
Bayer begann seine Karriere in seiner Heimatstadt bei Jagiellonia Białystok. 1984 wechselte er zum Drittligisten Hetman Białystok. Nach zwei Jahren in der 2. Liga kehrte er nach Białystok zurück, wo er für Jagiellonia spielte.

### Nationalmannschaft
In der polnischen Nationalmannschaft kam Bayer 1987 in einem Freundschaftsspiel gegen Zypern (0:0) zum Einsatz, in dem er ohne Torerfolg blieb.